# 盖尔芒日
盖尔芒日（法語：Guermange，法語發音：[ɡɛʁmɑ̃ʒ]）是法国摩泽尔省的一个市镇，属于萨尔堡-萨兰堡区。

## 地理
盖尔芒日（48°47'40"N, 6°48'41"E）面积17.64 平方千米，位于法国大東部大區摩泽尔省，该省份为法国东北部内陆省份，是洛林的一部分，西南接默尔特-摩泽尔省，东临下莱茵省，北与卢森堡和德国接壤。
与盖尔芒日接壤的市镇（或旧市镇、城区）包括：阿斯农库尔、贝勒福雷、代斯兰、下兰德尔、罗尔巴克莱迪约兹、塔尔坎波勒、佐芒日。

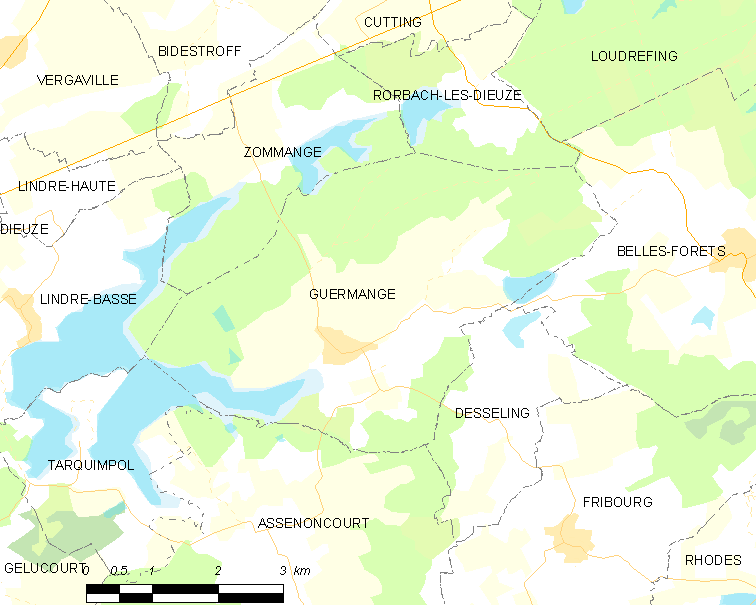
盖尔芒日的OSM定位图

盖尔芒日的时区为UTC+01:00、UTC+02:00（夏令时）。

## 行政
盖尔芒日的邮政编码为57260，INSEE市镇编码为57272。

## 政治
盖尔芒日所属的省级选区为萨尔堡县。

## 人口

1962-2008年间盖尔芒日人口变化图示

盖尔芒日于2022年1月1日时的人口数量为93人。